# Victor Atanasie Stănculescu
Victor Atanasie Stănculescu, né le 10 mai 1928 à Tecuci et mort le 19 juin 2016) à Ghermănești, est, en tant que militaire roumain, responsable d’avoir ouvert le feu sur les manifestants pendant la Révolution roumaine de 1989. Après la Révolution, il fit carrière dans la politique. En 2008, il fut condamné à 15 ans d'emprisonnement pour meurtre aggravé et placé en liberté conditionnelle en mai 2014.

## Biographie
En 1968, il est promu général de brigade lors du Printemps de Prague. Il joua un rôle décisif lors de la Révolution roumaine de 1989. Au début, il suivit les ordres du dictateur roumain Nicolae Ceaușescu et mit à exécution l'ordre de tirer ; il en résulta 72 tués et 250 blessés par balles. Par la suite, au cours de la révolution, il ignora les ordres de Ceaușescu, ce qui permit à la foule qui manifestait contre le régime à Bucarest de prendre le contrôle de la ville. C’est lui qui, le 25 décembre 1989, organisa le simulacre de procès contre le couple Ceaușescu. Le 28 décembre 1989, en reconnaissance de sa loyauté, il fut nommé ministre de l'Économie par Ion Iliescu et promu lieutenant-général. De février 1990 au 30 avril 1991, il fut ministre de la Défense. En mai 1991, il fut promu général de corps d’armée et versé dans la réserve.
Le 16 octobre 2008, avec un autre général de haut rang, l’ancien ministre de l'Intérieur Mihai Chițac, il est condamné en dernière instance par la Cour suprême de Roumanie à 15 ans de prison pour homicide aggravé dans le cadre de la fusillade contre les manifestants de Timișoara pendant la Révolution roumaine de 1989. Au bout de 5 ans, au tiers de sa peine, il obtint une libération conditionnelle, le 20 mai 2014. Le 24 mars 2015, la Cour européenne des droits de l'homme considéra sa plainte irrecevable, ainsi que celle de la veuve de Chițac, mort en 2010, en raison de la longueur excessive de la procédure.